# Zagrepčanka
Zagrepčanka je kancelářská budova v Záhřebu, hlavním městě Chorvatska. Nachází se na křižovatce ulic Savska a Vukovarska. 

## Popis
Budova je 94,6 m vysoká, má v centrálním křídle 26 pater; západní má pouze 21 pater a východní 19. Na její střeše je umístěn vysílač, díky kterému je tak budova vysoká celkem 109 m. S touto anténou je to druhá nejvyšší stavba v Chorvatsku. V podzemní se nacházejí další dvě patra, především parkoviště. Uživatelé budovy mohou použít celkem šest výtahů. Součástí celého komplexu jsou kromě věže ještě další tři nízké budovy, fontána a umělecká skulptura.

## Historie
Budova byla dokončena v roce 1976; na jejím ztvárnění se podíleli architekti Slavko Jelinek a Berislav Vinković. Ti se inspirovali mrakodrapem Thyssenhaus v Düsseldorfu z roku 1960. Obklad Zagrepčanky z vnější strany tvoří mramorové bloky. A právě ty se zhruba deset let po dokončení ukázaly jako problematické; některé z nich začaly odpadávat. Důvodem byl materiál nízké kvality, bylo proto nutné provést rekonstrukci, ta však vzhledem ke komplikovaným událostem v 90. letech probíhá až na počátku 21. století. Do té doby bylo nutné vybudovat před budovou provizorní dřevěný tunel, aby byla zajištěna bezpečnost pracujících v budově. První bylo zrenovováno západní křídlo, další mají následovat.
V roce 2006 ve výšce předběhla Zagrepčanku věž Eurotower, která je vysoká 97,8 m. Ta však nemá anténu a její celková výška je tudíž nižší.